# Делагарди, Юханна Элеонора
Юханна Элеонора Делагарди (швед. Johanna Eleonora De la Gardie; 1661, Гамбург ― 1708, Стокгольм) ― шведская писательница, поэтесса и фрейлина при шведском дворе.

## Биография
Юханна была дочерью Фредрика Понтуса Делагарди и Беаты Элизабет фон Кёнигсмарк. Получила прекрасное образование вместо с сестрой Эббой Марией Делагарди и кузинами Амалией Вильгельминой фон Кёнигсмарк и Марией Авророй фон Кёнигсмарк. Её сестра Эбба Мария стала известной поэтессой и певицей при дворе шведского короля. Юханна стала фрейлиной и, вместе со своей сестрой, любимицей королевы Ульрики Элеоноры Датской. Также была подругой вдовствующей королевы Гедвиги Элеоноры Гольштейн-Готторпской.
Принимала участие в постановках любительского театра при королевском дворе, организацией которых занималась королева Элеонора. Зимой 1683―1684 года сыграла в спектакле Ифигения по Расину. Сама играла роль Ифигении, Амалия Кёнигсмарк ― Ахиллеса, Аврора Кёнигсмарк ―Клитемнестру, Августа Врангель ― Агамемнона, а Эбба Мария Делагарди ― Эрифиль. Данная постановка рассматривается историками как знаменательное событие: это был первый спектакль, в котором играли только женщины; с него же началось ознакомление шведского общества с классикой французской литературы.
Написала поэму на французском под названием Portrait d’Ismène, которую посвятила Ульрике Элеоноре, а также псалом на немецком под названием Weich, Falsche Welt.
В 1691 году вышла замуж за своего кузена, графа Эрика Стенбока Густава. Они жили в Англии до 1697 г., где были популярными фигурами при дворе королевы Марии.